# Norddeutsche Fußballmeisterschaft 1929/30

Holstein Kiel gewann zum sechsten Mal die norddeutsche Fußballmeisterschaft.

Die norddeutsche Fußballmeisterschaft 1929/30 war die 24. vom Norddeutschen Sport-Verband ausgetragene Fußballmeisterschaft. Sieger wurde Holstein Kiel im Endrundenturnier mit einem Punkt Vorsprung vor dem SV Arminia Hannover. Durch diesen Sieg qualifizierten sich die Kieler für die deutsche Fußballmeisterschaft 1929/30, bei der sie nach Siegen über den VfB Leipzig, Eintracht Frankfurt und den Dresdner SC das Finale um die deutsche Fußballmeisterschaft erreichten, sich hier aber Hertha BSC, trotz zwischenzeitlicher 2:0-Führung, knapp mit 4:5 geschlagen geben mussten. Arminia Hannover durfte als Vizemeister ebenfalls an der deutschen Fußballmeisterschaft teilnehmen, schied aber bereits im Achtelfinale durch eine 2:6-Niederlage gegen Schalke 04 aus.

## Modus und Übersicht
Auf Beschluss des Verbandstages vom März 1929 hatte der NFV eine sechsgleisige „Oberliga“ eingerichtet, wodurch jeder Bezirk eine eingleisige oberste Spielklasse besaß. Für die norddeutsche Fußballendrunde qualifizierten sich, je nach Stärke des Bezirks, insgesamt 16 Vereine direkt.
| Bezirk                   | Bezirksmeister       | weitere Qualifikanten                                              |
| ------------------------ | -------------------- | ------------------------------------------------------------------ |
| Groß-Hamburg             | Hamburger SV         | SpVgg Polizei Hamburg, Union 03 Altona, Eimsbütteler TV, Altona 93 |
| Lübeck-Mecklenburg       | Lübecker BV Phönix   | VfL Schwerin                                                       |
| Nordhannover             | Wilhelmsburger FV 09 |                                                                    |
| Schleswig-Holstein       | Holstein Kiel        | FV Borussia Gaarden                                                |
| Südhannover-Braunschweig | Hannover 96          | SV Arminia Hannover, SpVgg Hannover 1897, VfB Braunschweig         |
| Weser-Jade               | Bremer SV            | Bremer Sportfreunde                                                |

## Oberliga Groß-Hamburg
| Pl. | Verein                   | Sp. | S  | U | N  | Tore    | Quote | Punkte |
| --- | ------------------------ | --- | -- | - | -- | ------- | ----- | ------ |
| 1.  | Hamburger SV (NM)        | 18  | 16 | 1 | 1  | 070:200 | 3,50  | 33:30  |
| 2.  | SpVgg Polizei Hamburg    | 18  | 10 | 4 | 4  | 051:370 | 1,38  | 24:12  |
| 3.  | Union 03 Altona          | 18  | 9  | 4 | 5  | 041:390 | 1,05  | 22:14  |
| 4.  | Eimsbütteler TV          | 18  | 9  | 2 | 7  | 044:380 | 1,16  | 20:16  |
| 5.  | Altona 93                | 18  | 9  | 2 | 7  | 050:450 | 1,11  | 20:16  |
| 6.  | SC Victoria Hamburg      | 18  | 7  | 2 | 9  | 039:470 | 0,83  | 16:20  |
| 7.  | SC Unitas 1902 Hamburg   | 18  | 5  | 3 | 10 | 042:550 | 0,76  | 13:23  |
| 8.  | St. Pauli Sportverein    | 18  | 5  | 3 | 10 | 044:600 | 0,73  | 13:23  |
| 9.  | Ottensener SV 07         | 18  | 5  | 0 | 13 | 033:540 | 0,61  | 10:26  |
| 10. | Rothenburgsorter FK 1908 | 18  | 3  | 3 | 12 | 028:470 | 0,60  | 09:27  |

| (NM) | norddeutscher Titelverteidiger |

## Oberliga Lübeck-Mecklenburg
| Pl. | Verein                  | Sp. | S  | U | N  | Tore    | Quote | Punkte |
| --- | ----------------------- | --- | -- | - | -- | ------- | ----- | ------ |
| 1.  | Lübecker BV Phönix      | 14  | 13 | 1 | 0  | 073:900 | 8,11  | 27:10  |
| 2.  | VfL Schwerin            | 14  | 9  | 2 | 3  | 041:270 | 1,52  | 20:80  |
| 3.  | Schweriner FC 03        | 14  | 5  | 3 | 6  | 025:310 | 0,81  | 13:15  |
| 4.  | Lübecker SV 1913        | 14  | 4  | 4 | 6  | 035:340 | 1,03  | 12:16  |
| 5.  | Oldesloer SV            | 14  | 5  | 2 | 7  | 015:360 | 0,42  | 12:16  |
| 6.  | FC Germania 1904 Wismar | 14  | 5  | 1 | 8  | 029:370 | 0,78  | 11:17  |
| 7.  | VfR Lübeck              | 14  | 5  | 1 | 8  | 027:530 | 0,51  | 11:17  |
| 8.  | Rostocker SC 1895       | 14  | 3  | 0 | 11 | 025:430 | 0,58  | 06:22  |

| (N) | Aufsteiger |

## Oberliga Nordhannover
| Pl. | Verein                | Sp. | S  | U | N  | Tore    | Quote | Punkte |
| --- | --------------------- | --- | -- | - | -- | ------- | ----- | ------ |
| 1.  | Wilhelmsburger FV 09  | 14  | 10 | 3 | 1  | 061:180 | 3,39  | 23:50  |
| 2.  | Viktoria Wilhelmsburg | 14  | 11 | 1 | 2  | 048:220 | 2,18  | 23:50  |
| 3.  | Borussia Harburg      | 14  | 6  | 5 | 3  | 042:210 | 2,00  | 17:11  |
| 4.  | SV Harburg 1924       | 14  | 5  | 4 | 5  | 029:300 | 0,97  | 14:14  |
| 5.  | Eintracht Lüneburg    | 14  | 4  | 4 | 6  | 031:420 | 0,74  | 12:16  |
| 6.  | VfR Harburg           | 14  | 5  | 1 | 8  | 035:460 | 0,76  | 11:17  |
| 7.  | SC Uelzen 09          | 14  | 1  | 5 | 8  | 032:620 | 0,52  | 07:21  |
| 8.  | Viktoria Harburg      | 14  | 1  | 3 | 10 | 020:570 | 0,35  | 05:23  |

Entscheidungsspiele Platz 1:
|                      | Gesamt |                       | Hinspiel | Rückspiel |
| -------------------- | ------ | --------------------- | -------- | --------- |
| Wilhelmsburger FV 09 | 5:4    | Viktoria Wilhelmsburg | 2:2      | 3:2       |

## Oberliga Schleswig-Holstein
| Pl. | Verein                  | Sp. | S  | U | N  | Tore    | Quote | Punkte |
| --- | ----------------------- | --- | -- | - | -- | ------- | ----- | ------ |
| 1.  | Holstein Kiel           | 14  | 12 | 1 | 1  | 074:140 | 5,29  | 25:30  |
| 2.  | Borussia Gaarden        | 14  | 8  | 2 | 4  | 043:260 | 1,65  | 18:10  |
| 3.  | Olympia Neumünster      | 14  | 7  | 1 | 6  | 027:290 | 0,93  | 15:13  |
| 4.  | VfR Neumünster          | 14  | 7  | 0 | 7  | 022:360 | 0,61  | 14:14  |
| 5.  | FC Kilia Kiel           | 14  | 5  | 3 | 6  | 037:340 | 1,09  | 13:15  |
| 6.  | SV Eintracht Flensburg  | 14  | 6  | 0 | 8  | 021:360 | 0,58  | 12:16  |
| 7.  | VfB Union-Teutonia Kiel | 14  | 4  | 3 | 7  | 027:430 | 0,63  | 11:17  |
| 8.  | Gaardener BV 1923       | 14  | 1  | 2 | 11 | 023:560 | 0,41  | 04:24  |

## Oberliga Südhannover-Braunschweig
| Pl. | Verein                  | Sp. | S  | U | N  | Tore    | Quote | Punkte |
| --- | ----------------------- | --- | -- | - | -- | ------- | ----- | ------ |
| 1.  | Hannover 96             | 18  | 15 | 3 | 0  | 075:310 | 2,42  | 33:30  |
| 2.  | SV Arminia Hannover     | 18  | 13 | 2 | 3  | 061:240 | 2,54  | 28:80  |
| 3.  | SpVgg Hannover 1897     | 18  | 9  | 4 | 5  | 055:440 | 1,25  | 22:14  |
| 4.  | VfB Braunschweig        | 18  | 8  | 5 | 5  | 046:390 | 1,18  | 21:15  |
| 5.  | Eintracht Braunschweig  | 18  | 9  | 2 | 7  | 055:360 | 1,53  | 20:16  |
| 6.  | BV Werder Hannover      | 18  | 8  | 1 | 9  | 049:580 | 0,84  | 17:19  |
| 7.  | Leu Braunschweig        | 18  | 7  | 1 | 10 | 037:540 | 0,69  | 15:21  |
| 8.  | VfB Peine               | 18  | 5  | 3 | 10 | 038:350 | 1,09  | 13:23  |
| 9.  | FC Concordia Hildesheim | 18  | 2  | 4 | 12 | 031:680 | 0,46  | 08:28  |
| 10. | Goslarer SC 08          | 18  | 0  | 3 | 15 | 025:830 | 0,30  | 03:33  |

## Oberliga Weser-Jade
| Pl. | Verein                   | Sp. | S  | U | N | Tore    | Quote | Punkte |
| --- | ------------------------ | --- | -- | - | - | ------- | ----- | ------ |
| 1.  | Bremer SV                | 14  | 10 | 1 | 3 | 040:260 | 1,54  | 21:70  |
| 2.  | Bremer Sportfreunde      | 14  | 8  | 2 | 4 | 040:210 | 1,90  | 18:10  |
| 3.  | SSV Delmenhorst          | 14  | 7  | 2 | 5 | 031:290 | 1,07  | 16:12  |
| 4.  | SV Werder Bremen         | 14  | 6  | 1 | 7 | 035:350 | 1,00  | 13:15  |
| 5.  | Bremer BV Union          | 14  | 6  | 1 | 7 | 028:360 | 0,78  | 13:15  |
| 6.  | VfB Komet Bremen         | 14  | 5  | 2 | 7 | 036:400 | 0,90  | 12:16  |
| 7.  | VfL Schutzpolizei Bremen | 14  | 5  | 0 | 9 | 021:380 | 0,55  | 10:18  |
| 8.  | Wilhelmshavener SV 06    | 14  | 4  | 1 | 9 | 031:370 | 0,84  | 09:19  |

## Endrunde um die norddeutsche Fußballmeisterschaft
Die Endrunde um die norddeutsche Fußballmeisterschaft fand zuerst im K.-o.-System statt. Nach dem Viertelfinale spielten die vier verbliebenen Mannschaften im Rundenturnier in einer Einfachrunde den norddeutschen Fußballmeister aus. Am Ende konnte sich Holstein Kiel durchsetzen und wurde zum sechsten Mal norddeutscher Fußballmeister.

### Achtelfinale
Die Spiele fanden am 9. März 1930, am 16. März 1930 und (in Bremen) am 23. März 1930 statt.
|                                                                          | Ergebnis |                                                                          |
| ------------------------------------------------------------------------ | -------- | ------------------------------------------------------------------------ |
| Borussia Gaarden (Zweitplatzierter Oberliga Schleswig-Holstein)          | 2:4      | Altona 93 (Fünftplatzierter Oberliga Groß-Hamburg)                       |
| Bremer Sportfreunde (Zweitplatzierter Oberliga Weser-Jade)               | 0:2      | SV Arminia Hannover (Zweitplatzierter Oberliga Südhannover-Braunschweig) |
| Union 03 Altona (Drittplatzierter Oberliga Groß-Hamburg)                 | 7:1      | VfL Schwerin (Zweitplatzierter Oberliga Lübeck-Mecklenburg)              |
| Hamburger SV (Sieger Oberliga Groß-Hamburg)                              | 13:1     | VfB Braunschweig (Viertplatzierter Oberliga Südhannover-Braunschweig)    |
| Hannover 96 (Sieger Oberliga Südhannover-Braunschweig)                   | 5:2      | Eimsbütteler TV (Viertplatzierter Oberliga Groß-Hamburg)                 |
| Lübecker BV Phönix (Sieger Oberliga Lübeck-Mecklenburg)                  | 5:1      | Bremer SV (Sieger Oberliga Weser-Jade)                                   |
| SpVgg Hannover 1897 (Drittplatzierter Oberliga Südhannover-Braunschweig) | 6:2      | SpVgg Polizei Hamburg (Zweitplatzeirter Oberliga Groß-Hamburg)           |
| Wilhelmsburger FV 09 (Sieger Oberliga Nordhannover)                      | 4:8      | Holstein Kiel (Sieger Oberliga Schleswig-Holstein)                       |

### Viertelfinale
Gespielt wurde am 23. März sowie (in Hannover, 1. Spiel) am 30. März 1930.
|                     | Ergebnis  |                     |
| ------------------- | --------- | ------------------- |
| Altona 93           | 2:3 n. V. | Hannover 96         |
| SV Arminia Hannover | a4:3 a    | Union 03 Altona     |
| SV Arminia Hannover | 3:2       | Union 03 Altona     |
| Holstein Kiel       | 8:0       | SpVgg Hannover 1897 |
| Lübecker BV Phönix  | 2:5       | Hamburger SV        |

### Finalrunde
| Pl. | Verein              | Sp. | S | U | N | Tore    | Quote | Punkte |
| --- | ------------------- | --- | - | - | - | ------- | ----- | ------ |
| 1.  | Holstein Kiel       | 3   | 2 | 1 | 0 | 013:600 | 2,17  | 05:10  |
| 2.  | SV Arminia Hannover | 3   | 2 | 0 | 1 | 012:800 | 1,50  | 04:20  |
| 3.  | Hannover 96         | 3   | 1 | 0 | 2 | 003:900 | 0,33  | 02:40  |
| 4.  | Hamburger SV (NM)   | 3   | 0 | 1 | 2 | 002:700 | 0,29  | 01:50  |

| (NM) | norddeutscher Titelverteidiger |